# 利努斯·胡尔特斯特伦
利努斯·胡尔特斯特伦（瑞典語：Linus Hultström，1992年12月9日—），瑞典男子冰球运动员，场上位置是后卫。他曾入选2022年冬季奥林匹克运动会瑞典男子冰球队名单，但并未上场参赛。